# Guillaume de Murat
Pour les autres membres de la famille, voir Famille de Murat.
Guillaume de Murat est un prélat français du XIIIe siècle, évêque du Puy de 1248 à environ 1250.

## Biographie
Guillaume de Murat est le fils de Pierre II, vicomte de Murat, et le frère du vicomte Pierre III et d'Amblard de Murat, vicomte de Cheylanne. 
Il est évêque du Puy de 1248 jusqu'à sa mort après 1250, en 1251, ou 1252. 
En 1248, il est chargé par le pape Innocent IV de vérifier le repentir du comte de Toulouse Raimond VI. Ce dernier avait reçu l'absolution après avoir testé, mais il avait été auparavant excommunié pour avoir soutenu des Cathares. 
Guillaume de Murat fait face à une révolte des habitants du Puy, qu'il oblige à se soumettre avec l'aide du roi. 
Guillaume de Murat est encore cité en 1250, mais meurt peu après.